# Landenoverzicht stekkertypen, netspanningen en -frequenties

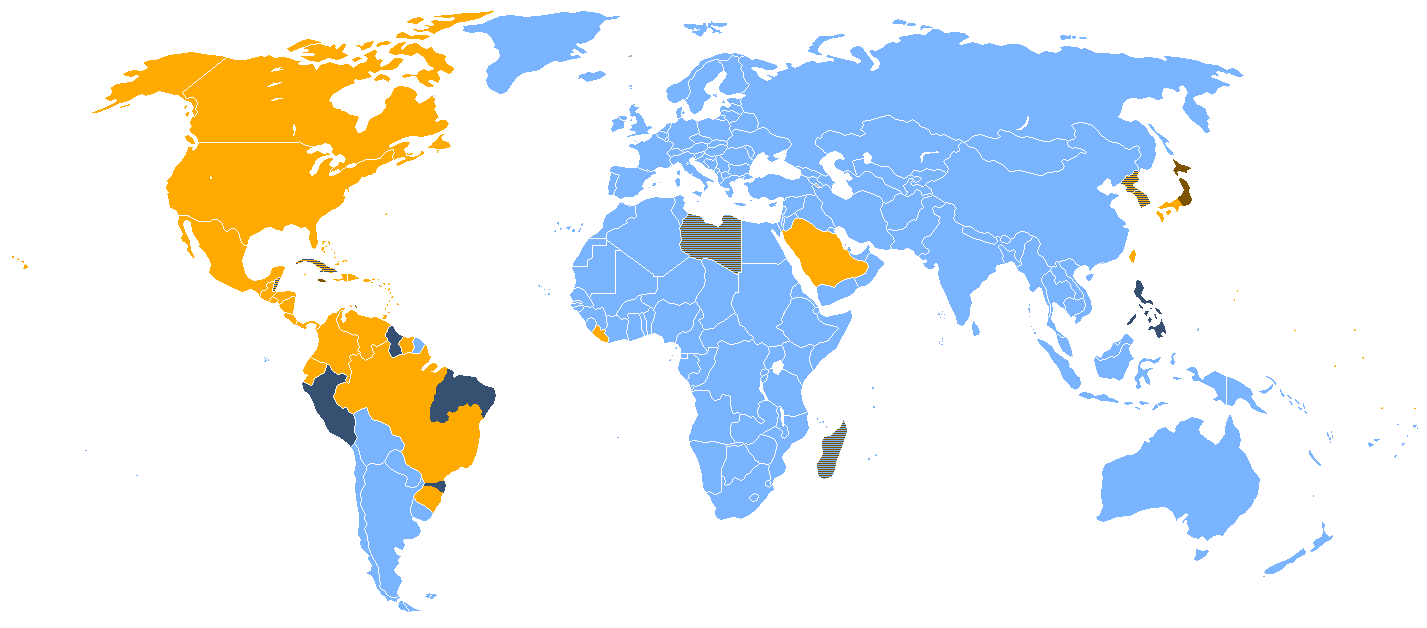
Wereldkaart met verschillende voltages en frequenties per land
220–240 V, 50 Hz
220–240 V, 60 Hz
100–127 V, 60 Hz
100–127 V, 50 Hz

In dit landenoverzicht van stekkertypen worden verschillende internationale stekkertypen en contactdozen beschreven. De verschillende typen zijn ingedeeld naar het internationale CEE-systeem.

## Eigenschappen

### Polariteit
In sommige landen zijn de stekkers (van oudsher) zodanig ontworpen dat deze maar op één manier in een contactdoos passen, waardoor ook in de aangesloten apparaten de polariteit gehandhaafd blijft. Ook in de aangesloten apparaten is dus bekend welke draad de fasedraad is en welke draad de nuldraad. Dit is onder andere het geval bij Belgische en Franse Type E-stekkers. Een contactpen in de contactdoos valt in een gat in de stekker en voorkomt dat de stekker omgekeerd in de contactdoos wordt gestoken. Merkwaardigerwijs is er echter voor het Frans/Belgische contactmateriaal geen bindende standaard voor de aansluiting van fase en nul - In België is de aansluiting willekeurig. Daar komt bij dat in België nog veel 130/230 volt-netten in gebruik zijn. De contactdoos wordt dan tussen twee fasen van 130 V aangesloten, die onderling 120° In fase verschoven zijn, zodat er geen nul is. Beide polen zijn dan spanningvoerend ten opzichte van aarde.
In Frankrijk wordt meestal fase rechts en neutraal links aangesloten, terwijl in Tsjechië en Polen fase links en nul rechts de norm is. De aardpen komt boven.
In het grootste deel van Europa heeft de contactdoos geen pen, zodat een stekker evengoed omgekeerd kan worden ingestoken. Er is ook geen bindende standaard voor de aansluitingen. Er is weliswaar een traditie om contactdozen met de fase rechts en de neutraal links te bedraden, maar men kan daar niet op vertrouwen. In via een stekker aangesloten apparatuur kan in Nederland al helemaal niet meer vertrouwd worden op de kleurcodering voor fase en nul van de aansluitdraden.

### Aarding
Het is zinvol om zo veel mogelijk elektrische toestellen te aarden: hierdoor wordt voorkomen dat het apparaat spanning kan voeren en een veiligheidsrisico vormt.
In het Vlaams dialect wordt het woord terre in plaats van aarding gebruikt.
Er zijn, wanneer er naar aarding gekeken wordt, twee types stekkers:
- ongeaard, voor dubbelgeïsoleerde apparaten of apparatuur met minder risico op kortsluiting. De ongeaarde stekker bestaat uit twee pinnetjes (de fase en de nul).
- geaard voor apparaten met een hoger risico (omhulsel van geleidend materiaal, zoals een wasmachine, magnetron), om een extra zekerheid te hebben in geval van kortsluiting of een lekstroom naar het omhulsel (zie ook aardlekschakelaar/verliesstroomschakelaar).

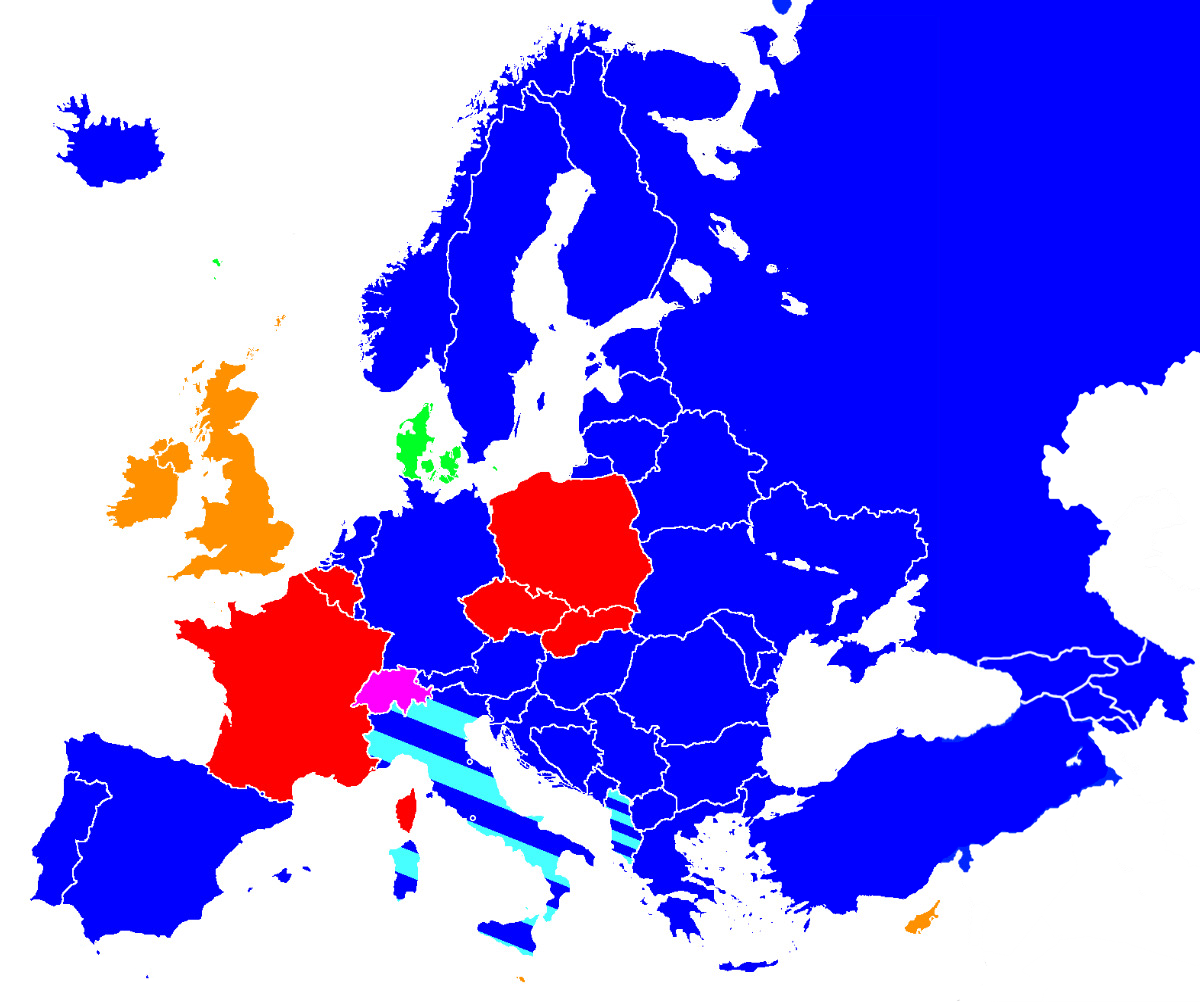
Huidige stopcontacttypes in Europa
Type F /
Schuko (CEE 7/3 WCD + CEE 7/4 stekker)
Type E (CEE 7/5 WCD + CEE 7/6 stekker)
Type G (Verenigd Koninkrijk en voormalige kolonies)
Type J (Zwitserland)
Type K (Denemarken)
Type L (Italië)

#### CEE 7-standaard
Op het Europese vasteland heeft men een standaard voor verschillende soorten stopcontacten. Hoewel verschillende types niet allemaal compatibel zijn, hebben ze allemaal 2 pinnen van 4,8 mm in diameter, 19 mm lang en een hartafstand van 19 mm. Het verschil zit grotendeels in de manier van aarding.
- Een inmiddels verouderd systeem is type C. De contactdozen bestaan uit een ronde opening met twee gaten voor fase en nul. Wegens het ontbreken van aarding is dit type stopcontact in de meeste landen uitgefaseerd. Alleen in Nederland en Zweden komt het nog wel eens voor in zogeheten "droge ruimtes". Hoe diep verzonken de contactdoos is, hangt af van het land en hoe oud de contactdoos is. Waar oudere varianten bijna helemaal vlak zijn, liggen nieuwere vaker dieper verzonken.
- Het meest voorkomende stopcontact in Europa is type F, ook wel Schuko genoemd (van het Duitse 'Schutzkontakt'). Deze variant lijkt op type C, maar heeft twee metalen contacten aan de boven en onderkant die voor het aardecontact zorgen. Dit heet randaarde. De contactdoos is niet helemaal rond, maar heeft links en rechts een set uitsparingen. Hiermee wordt voorkomen dat een type C-stekker in de contactdoos wordt geforceerd.
- In België, Frankrijk en een aantal andere landen zijn stopcontacten type E gebruikelijk. Contactdozen van dit type lijken op die van type C, maar zijn voorzien van een extra contactpen voor aarding. De stekkers hebben een extra gat om deze pin te ontvangen. Door deze pin is het niet mogelijk om een type C-stekker in een type E-contactdoos te steken.
- In Denemarken gebruikt men het type K, dat officieel niet bij CEE 7 behoort. Stekkers van dit type hebben een extra halfronde aardpin, waardoor ze alleen in contactdozen van dit type passen. In de contactdoos passen daarentegen alle CEE 7-stekkers.

De stekkers en contactdozen C, E, F en K kunnen tot op zeker niveau onderling gebruikt worden. Hierdoor komt het weleens voor dat het aardcontact niet aangesloten wordt. Dat is niet altijd gewenst. Mogelijkheden zijn:
| |                 |                            |                 |                                 |                 |
| --- | --------------- | -------------------------- | --------------- | ------------------------------- | --------------- |
| | Ja · geen aarde | Ja · geen aarde            | Nee †           | Nee                             | Nee             |
| | Nee             | Ja · aarde · gepolariseerd | Nee             | Nee                             | Nee             |
| | Ja · geen aarde | Ja · geen aarde            | Ja · aarde      | Nee                             | Nee             |
| | Ja · geen aarde | Ja · geen aarde            | Nee             | Ja · aarde · gepolariseerd      | Nee             |
| | Ja · geen aarde | Ja · geen aarde            | Ja · aarde      | Ja · aarde · gepolariseerd      | Nee             |
| De twee stekkers hieronder worden gebruikt voor dubbelgeïsoleerde apparaten, waarbij aarding niet nodig is. |                 |                            |                 |                                 |                 |
| | Ja · geen aarde | Ja · geen aarde            | Ja · geen aarde | Ja · geen aarde · gepolariseerd | Nee             |
| | Ja · geen aarde | Ja · geen aarde            | Ja · geen aarde | Ja · geen aarde                 | Ja · geen aarde |

† Soms wordt de stekker met een mes bijgewerkt zodat hij toch past. Het kan ook met een verloopstukje. Beide zijn verboden.
In het Vlaams dialect wordt het woord terre in plaats van aarding gebruikt.

## Standaard

Wereldkaart met de verschillende stopcontacttypes per land

Stopcontact typen A t/m O

Wereldwijd worden verschillende standaarden gebruikt. Dit betekent dat apparaten aangekocht in één land niet zonder adapter in een ander land ingeplugd kunnen worden. Naast de verschillen in stekkers zijn er bovendien nog verschillen in netspanning mogelijk.
In de meeste landen geldt wel een bepaalde standaard, zodat apparatuur die in dat land aangeschaft is probleemloos aangesloten kan worden.
Het Verenigd Koninkrijk was voorheen berucht doordat er nauwelijks een standaard bestond. Er waren dus vaak verloopstekkers nodig. De meeste apparatuur werd daar zonder netstekker verkocht, zodat de koper zelf de juiste stekker kon monteren. In een gebruiksaanwijzing staat vaak in het Engels ("for UK only") hoe een apart gekochte stekker gemonteerd moet worden. Tijdens de wederopbouw na de Tweede Wereldoorlog heeft men de kans gegrepen om in het hele Verenigd Koninkrijk een standaard in te voeren.

### Nederland

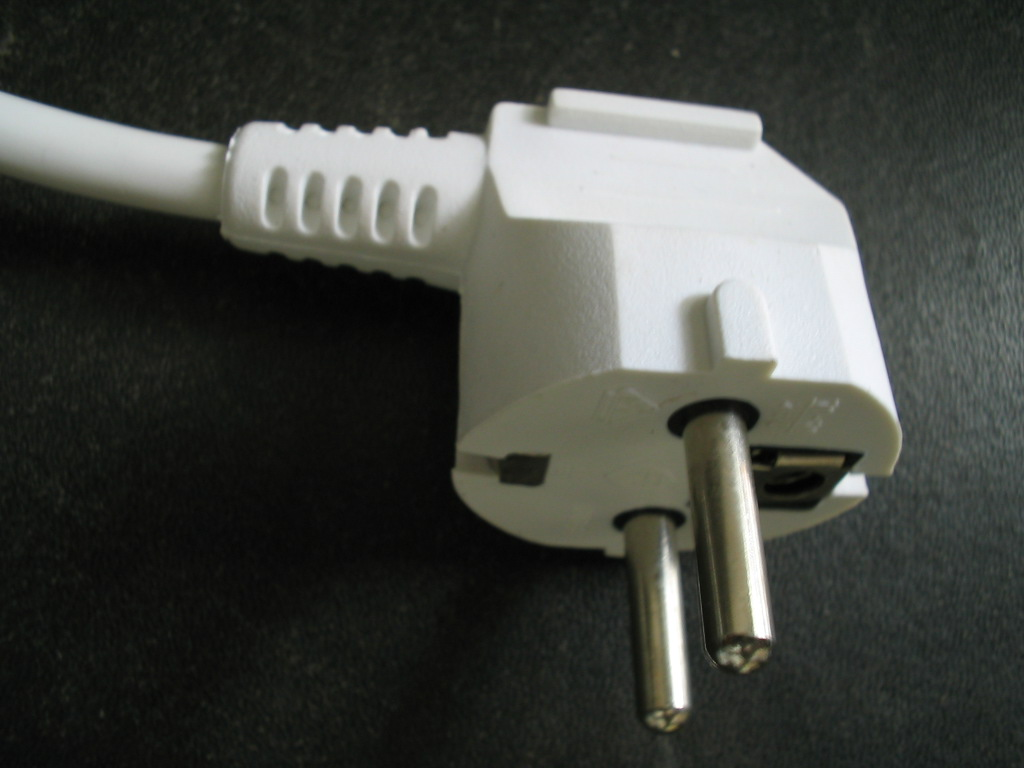
Een geaarde stekker. Deze stekker heeft links en rechts contacten voor Nederlandse aarding ('randaarde', type F) en rechts een gat voor Belgische aarding (type E), zodat hij in beide contactdozen past.

De meest voorkomende vorm van een geaarde netstekker is in Nederland type F, CEE 7/4 Schuko, die twee metalen pinnen heeft voor fase en nul, en aan de zijkant van de stekker twee metalen plaatjes voor de aarding. Zo'n aardcontact wordt in het Duits Schutzkontakt of Schuko genoemd en in het Nederlands randaarde.
Er bestaat ook een ongeaarde versie van deze stekker.
Deze past niet in een geaarde contactdoos (wel in geaard type K).
Andersom kan wel, wat niet zeer bezwaarlijk is omdat ongeaarde contactdozen alleen worden aangetroffen in ruimtes waarin aarding niet echt noodzakelijk is.
Dergelijke stekkers zijn geschikt voor maximaal 16 ampère. Apparaten die meer stroom verbruiken dan 16 A moeten permanent op het lichtnet worden aangesloten of verbonden worden met een stekker die geschikt is voor hogere stroomsterkten of meer fasen (perilex of IEC 60309).

### België
In België verplicht het Algemeen Reglement op de Elektrische Installaties (AREI) de geaarde netstekker. Dit is type E. De stekker is helemaal rond en heeft een gat voor de aardpen van de contactdoos. Door deze pen past een stekker maar op één manier in de contactdoos.
Een contactdoos hoort gemonteerd te worden met de aardpen boven. Wordt een haakse stekker gebruikt, dan hangt het snoer naar beneden.

### Eurostekker

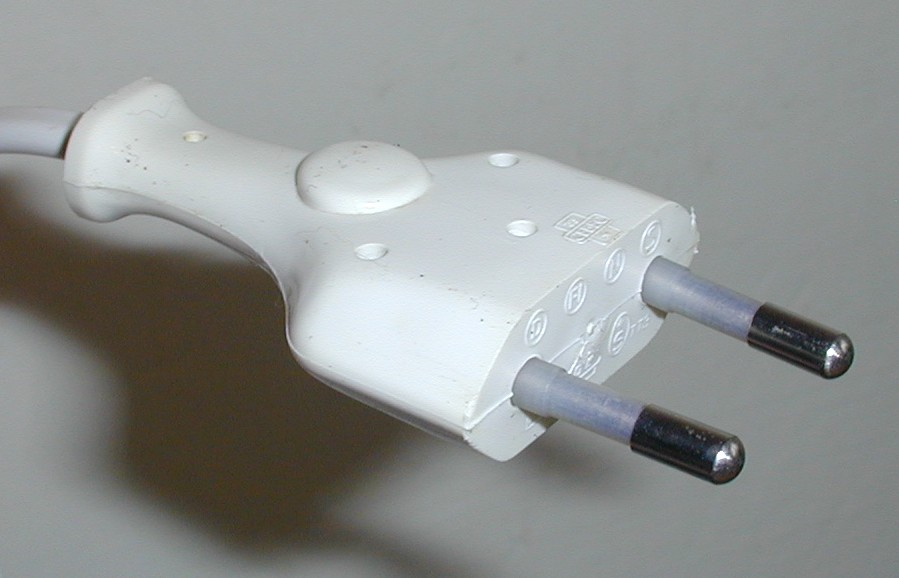
Eurostekker

Voor lichte apparatuur die geen aarde nodig heeft, is de eurostekker (CEE 7/16) veelvoorkomend: dit is een platte stekker met alleen twee metalen pennen voor fase en nul. De pennen zijn dunner dan bij een ronde stekker. Bovendien zijn de pennen gedeeltelijk van isolatie voorzien, zodat ze niet aangeraakt kunnen worden als de stekker gedeeltelijk in de contactdoos  zit. Deze stekker past in vrijwel elke Europese contactdoos, met of zonder aarding.
Er bestaan platte contactdozen (meestal tafelcontactdozen) waarin alleen deze stekker past.

### Aruba, Bonaire, Curaçao, Sint Eustatius, Sint Maarten en Saba
Op de eilanden worden zowel de in Amerika gebruikte NEMA-stekkers en stopcontacten, maar ook de CEE-stekkers en -stopcontacten gebruikt; dit hangt samen met het feit dat van oudsher alleen 110 volt netspanning beschikbaar was, maar tegenwoordig ook 220 volt. De 220 volt-aansluiting wordt meestal gecreëerd door tussen twee fasen aan te sluiten. Ter onderscheid van de spanning worden verschillende typen stekkers gebruikt. Bovendien kan de netfrequentie (50 of 60 Hz) afwijken.
Veelvoorkomende stekkers zijn NEMA 1 en 5 voor apparatuur werkzaam op 110-127 volt en NEMA 6, Eurostekkers en Schuko voor 209-230 volt. Daarnaast zijn bij de meeste ijzerhandels en bouwmarkten transformatoren, omvormadapters of reis/verloopstekkers te verkrijgen.

### Suriname
In Suriname worden zowel de in Amerika gebruikte NEMA-stekkers als de eurostekker gebruikt; dit hangt samen met het feit dat van oudsher alleen 115 volt beschikbaar was, maar tegenwoordig ook 230 volt. Ter onderscheid van de spanning worden verschillende typen stekkers gebruikt.

## Soorten stekkers wereldwijd
| Naam                                                                      | Aantal pinnen | Aarding                                  | Gepolariseerd                        | Past ook op contactdoos                  | Gebruikt in                                                                              | Afbeelding                                 |
| ------------------------------------------------------------------------- | ------------- | ---------------------------------------- | ------------------------------------ | ---------------------------------------- | ---------------------------------------------------------------------------------------- | ------------------------------------------ |
| Type A NEMA                                                               | 2             | Nee                                      | Ja                                   | B                                        | Noord-Amerika, Centraal-Amerika en Caraïben                                              |                                            |
| Type B NEMA                                                               | 3             | Ja                                       | Ja                                   |                                          | Noord-Amerika, Centraal-Amerika en Caraïben                                              |                                            |
| Type A / B JIS 8303 (gebaseerd op NEMA)                                   | 2 3           | Nee · Ja (aparte aardplug komt ook voor) | Ja                                   |                                          | Japan en Taiwan                                                                          |                                            |
| Type C CEE 7/1 - contactdoos CEE 7/2 - stekker (rond zonder uitsparingen) | 2             | Nee                                      | Nee                                  | K                                        | Europa behalve Verenigd Koninkrijk, Ierland en Malta (verouderd)                         |                                            |
| Type C CEE 7/16 "Europlug"                                                | 2             | Nee                                      | Nee                                  | E F Schuko F Gos J K L                   | Europa behalve Verenigd Koninkrijk, Ierland en Malta                                     |                                            |
| Type D BS 546 5 A                                                         | 3             | Ja                                       | Ja                                   |                                          | India, Sri Lanka, Nepal, Namibië en Hongkong                                             |                                            |
| Type D BS 546 15 A                                                        | 3             | Ja                                       | Ja                                   |                                          | India, Sri Lanka, Nepal, Namibië, Hongkong, Zuid-Afrika, Verenigd Koninkrijk (verouderd) |                                            |
| Type E CEE 7/5 = contactdoos CEE 7/6 = stekker "penaarde"                 | 2             | Ja                                       | Ja                                   | C K †                                    | België, Frankrijk en Polen                                                               |                                            |
| Type F CEE 7/3 = contactdoos CEE 7/4 = stekker "Schuko" of "randaarde"    | 2             | Ja                                       | Nee                                  | C K † J (als de pinnen niet te dik zijn) | Duitsland, Nederland, Spanje, Noorwegen                                                  |                                            |
| Type C / F Gost 7396                                                      | 2             | Ja                                       | Nee                                  | C F K †                                  | GOS                                                                                      | zelfde als C en F, maar met dunnere pinnen |
| Type E & F hybride CEE 7/7 (past in contactdozen type E en F)             | 2             | Ja                                       | Ja                                   | C E F K †                                | Duitsland, Frankrijk, België, Nederland, Spanje, Tsjechië                                |                                            |
| Type E & F hybride CEE 7-17 (gelijk aan CEE 7/7 maar zonder aarde)        | 2             | Nee                                      | Nee · Soms (in · contactdoos type E) | E F Schuko K                             | Europa behalve Verenigd Koninkrijk, Ierland en Malta                                     |                                            |
| Type G BS 1363                                                            | 3             | Ja                                       | Ja                                   |                                          | Verenigd Koninkrijk en voormalige kolonies, Ierland, Malta, Maleisië                     |                                            |
| Type H SI 32                                                              | 3             | Ja                                       | Ja                                   |                                          | Israël                                                                                   |                                            |
| Type I AS 3112                                                            | 2 3           | Nee Ja                                   | Nee Ja                               |                                          | Australië en Nieuw-Zeeland                                                               |                                            |
| Type I CPCS-CCC                                                           | 3             | Ja                                       |                                      |                                          | China                                                                                    |                                            |
| Type I IRAM 2073                                                          | 3             | Ja                                       |                                      |                                          | Argentinië                                                                               |                                            |
| Type J SEV 1011                                                           | 3             | Ja                                       | Ja                                   |                                          | Zwitserland                                                                              |                                            |
| Type K DS Afsnit 107-2-D1                                                 | 3             | Ja                                       | Ja                                   |                                          | Denemarken                                                                               |                                            |
| Type L                                                                    | 3             | Ja                                       | Nee                                  |                                          | Italië, verouderd in Spanje                                                              |                                            |

† De stekkers E en F passen in contactdoos K, maar hoewel beide delen een aardcontact hebben, is het aardcontact dan niet aangesloten.

## Voetnoten
1. ↑  Circuits Online - Forum - Polarisatie Frans/Belgische stopcontacten
2. ↑  https://www.worldstandards.eu/nl/elektriciteit/soorten-stekkers/. Gearchiveerd op 28 augustus 2023.